# Segayam (Gelumbang)
Segayam is een bestuurslaag in het regentschap Muara Enim van de provincie Zuid-Sumatra, Indonesië. Segayam telt 3990 inwoners (volkstelling 2010).